# Vrnjak
Vrnjak (en italien : Vergnacco) est une localité de Croatie située en Istrie, dans la municipalité de Grožnjan, dans le comitat d'Istrie. En 2001, la localité ne comptait plus aucun habitant.

## Démographie
| 1948 | 1953 | 1961 | 1971 | 1981 | 1991 | 2001 |
| ---- | ---- | ---- | ---- | ---- | ---- | ---- |
| 127  | 47   | 50   | 12   | 8    | 3    | 0    |